# Greatest Hits (Куийн)
Вижте пояснителната страница за други значения на Greatest Hits.
„Greatest Hits“ е компилация на британската рок група Куийн. Тя е издадена през ноември 1981 година, и включва някои от най-продаваните сингли на Куийн. Изборът на песни включва първият им сингъл „Seven Seas of Rhye“, който влиза в класациите през 1974 г. и се стига до последния им албум по това време The Game. В някои страни обложката и подборът на песните се различават в зависимост от това, в коя страна е била издадена компилацията и кои сингли са постигнали успех. Издаденият по-рано през годината сингъл „Under Pressure“ също е включен в някои издания.
Greatest Hits постига моментален успех, достигайки до номер едно в класацията за албуми на Обединеното кралство и остава на тази позиция продължение на четири седмици. Компилацията се задържа в продължение на 476 седмици в британските класации и става най-продавания албум за всички времена във Великобритания. Албумът е сертифициран с осем платинени награди в САЩ, и е най-комерсиално успешният албум на Куийн, от който са продадени повече от 25 милиона копия, което го прави един от най-продаваните албуми в световен мащаб. В комбинация с Greatest Hits II, тя става категорично една от най-добрите компилации на Куийн.

## Списък на песните
1. Bohemian Rhapsody (Меркюри) – 5:56 → A Night at the Opera, 1975
2. Another One Bites the Dust (Дийкън) – 3:34 → The Game, 1980
3. Killer Queen (Меркюри) – 3:00 → Sheer Heart Attack, 1974
4. Fat Bottomed Girls (Мей) – 3:22, Сингъл-Версия → Jazz, 1978
5. Bicycle Race (Меркюри) – 3:01 → Jazz, 1978
6. You're My Best Friend (Дийкън) – 2:50 → A Night at the Opera, 1975
7. Don't Stop Me Now (Меркюри) – 3:29 → Jazz, 1978
8. Crazy Little Thing Called Love (Меркюри, 1979) – 2:41 → The Game, 1980
9. Somebody to Love (Меркюри) – 4:55 → A Day at the Races, 1976
10. Now I'm Here (Мей) – 4:13 → Sheer Heart Attack, 1974
11. Good Old-Fashioned Lover Boy (Меркюри) – 2:53 → A Day at the Races, 1976
12. Play the Game (Меркюри) – 3:31 → The Game, 1980
13. Flash (Мей) – 2:46, Сингъл-Версия → Flash Gordon, 1980
14. Seven Seas of Rhye (Меркюри) – 2:48 → Queen II, 1974
15. We Will Rock You (Мей) – 2:00 → News of the World, 1977
16. We Are the Champions (Меркюри) – 2:59 → News of the World, 1977

## Състав
- Фреди Меркюри: водещи и беквокали, пиано
- Брайън Мей: китари, клавиши
- Роджър Тейлър: барабани
- Джон Дийкън: бас